# Hoghmik
Hoghmik là một đô thị thuộc tỉnh Shirak, Armenia. Dân số ước tính năm 2011 là 526 người.